# 아키바 다케오
아키바 다케오(일본어: 秋葉剛男, 1958년 12월 19일~)는 일본의 외교관이다. 그는 외무성에서 외교관으로 오랫동안 근무하였으며, 2018년부터 2021년까지 외무성 사무차관을, 2021년부터 2025년 1월까지 일본 국가안전보장회의 국가안보국장을 지냈다.

## 경력

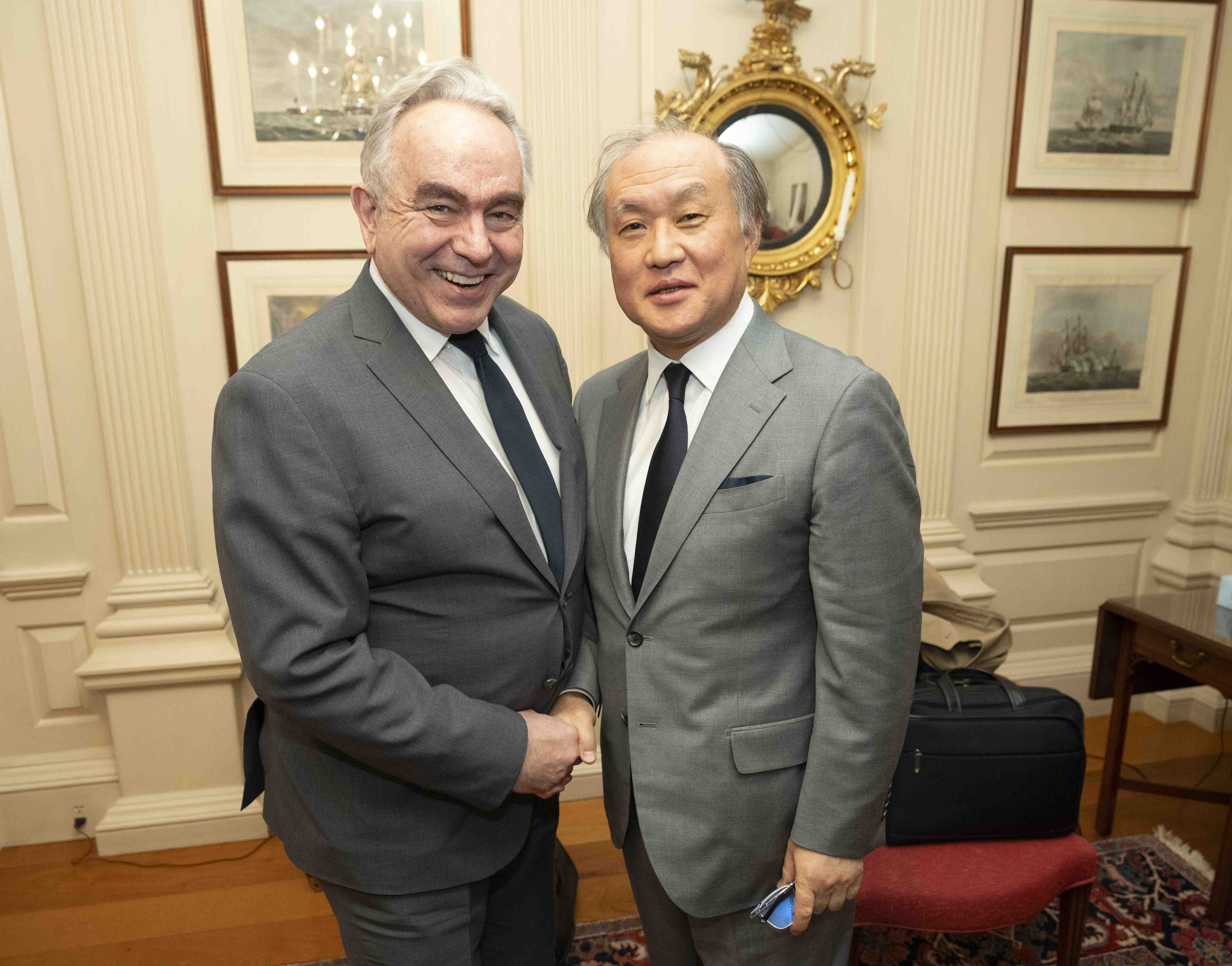
커트 캠벨 미국 국무부 부장관을 접견한 아키바 국장 (2024년 3월)

아키바 다케오는 1958년 12월 19일 가나가와현 가와사키시 출생으로, 요코하마에서 자랐다. 아키바는 중고등학교 시절 축구 팀에서 활동하였다. 후에 도쿄 대학에서 법학을 공부하여 1982년 졸업 후 외무성에 입부하였다.
아키바는 미국의 플레처 스쿨에서 영어를 공부하였다. 외교관으로서 아키바는 주로 조약국과 장관 비서실에서 일하는 내무부 내부 업무 외에도 미국 대사관에서 외국 업무를 담당하였다.
아키바는 주미 대사관의 정무 장관과 장관 비서실의 수석 고문을 역임하였다.
아키바는 2014년 7월에 국제법국장에, 이듬해 10월에 종합외교정책국장에 임명되었다. 그는 2016년 6월 외무성 정무차관으로 승진하였고, 2018년 1월 사무차관으로 임명되었다. 아키바는 아베 신조 총리와 스가 요시히데 관방장관 으로부터 깊은 신뢰를 받아온 인물로 간주되며, 자유롭고 열린 인도 태평양 개념의 수립과 홍보에 중심적인 역할을 하였다.
아키바는 2021년 6월에 내각에서 내려왔지만, 그 다음 달에 아베 후임 스가 요시히데 내각에서 국가안전보장보좌관 겸 국가안전보장회의 국가안보국장에 임명되었다.

## 기타
아키바는 중국에 대해 강경한 입장을 취하는 것으로 여겨진다. 또한, 국제적으로 폭 넓은 인맥을 가진 것으로 평가 받는다. 조 바이든 미국 대통령이 취임 후 스가 요시히데 총리를 가장 먼저 백악관으로 초청한 데도 깊이 관여한 것으로 전해진다.